# معرض منتجات الصناعة الفرنسية
يعد معرض منتجات الصناعة الفرنسية (معرض منتجات الصناعة الفرنسية) حدثًا عاما نظم في العاصمة الفرنسية باريس من عام 1798 حتى عام 1849. كانت الغاية من اقامة هذا المعرض هي "تقديم بانوراما لمنتجات مختلف فروع الصناعة بهدف المحاكاة". كان هذا بمثابة مقدمة للمعرض الكبير لعام 1851 في لندن. 

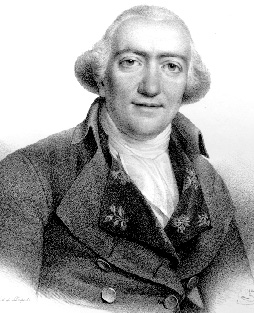
تم تنظيم المعرض الأول بمبادرة من فرانسوا دي نيوفشاتو

ترجع أصول المعارض الصناعية في باريس بين عامي 1798 و1849 إلى معارض اقيمت في العديد من مدن أوروبا في العصور الوسطى.  بعد الثورة الفرنسية 1789-1798، نظمت السلطات عددا من المهرجانات في باريس، بدءًا من مهرجان الاتحاد في 14 يوليو 1790 يتلوه مهرجان القانون (1792)، ومهرجان العقل (1792). 1793)، ومهرجان الكائن الأسمى (1794)، ومهرجان تأسيس الجمهورية (1796). كان لهذه الاحتفالات اثرا في توحيد الشعب وكسب التأييد للنظام الجديد. 
أطلقت الحكومة الفرنسية آنذاك العرض الأول في وقت كانت فيه فرنسا مشغولة في حروب خارجية وزعزعة و اضطراب من الثورة.  نشأت فكرة المعرض الصناعي بعد مناقشات قادها وزير الداخلية فرانسوا دي نيوفشاتو حول كيفية الاحتفال بالذكرى السنوية لتأسيس الجمهورية. وافقت الحكومة على ذلك ، وفي التاسع من فروكتيدور، السنة السادسة (26 أغسطس 1798)، أبلغ فرانسوا دي نيوفشاتو المسؤولين الحكوميين أنه سيتم عقد معرض لمنتجات الصناعة الفرنسية جنبًا إلى جنب مع الاحتفال بالذكرى السنوية الأولى لفينديميير السابع (22 سبتمبر 1798). 

## الجمهورية الفرنسية الأولى: المعرض الأول (1798)
أقيم المعرض الأول في شون دو مارس (ميدان في باريس). بنى المهندس المعماري الشهير جان فرانسوا شالغرين ، والذي ينسب اليه تصميم قوس النصر (احد ابرز معالم باريس) ، دائرة كبيرة من الأروقة المحيطة بمعبد الصناعة على عجل. سيحتوي المعبد على أشياء من الصناعات التي اختارتها هيئة المحلفين.  اقيم العرض الرسمي خلال الأيام الخمسة الأخيرة من العام السادس (19-21 سبتمبر 1798).  افتتح المعرض في 19 سبتمبر 1798 بمسيرة بقيادة عازفي الأبواق وسلاح الفرسان، مع موسيقيين وجنود ومبشرين ومصنعين وهيئة من المحلفين والسياسيين.  كان هناك 110 عارضًا فرنسيًا .  ونظرًا لقصر مدة الابلاغ ، كان هناك عدد نوعا ما قليل من العارضين، جميعهم من باريس أو المقاطعات المجاورة.  وأقيمت المزيد من الاحتفالات والخطب في اليوم الخامس، آخر يوم رسمي للمعرض.  استمر المعرض مفتوحًا حتى 10 Vendemiaire Year VII (1 أكتوبر 1798). 

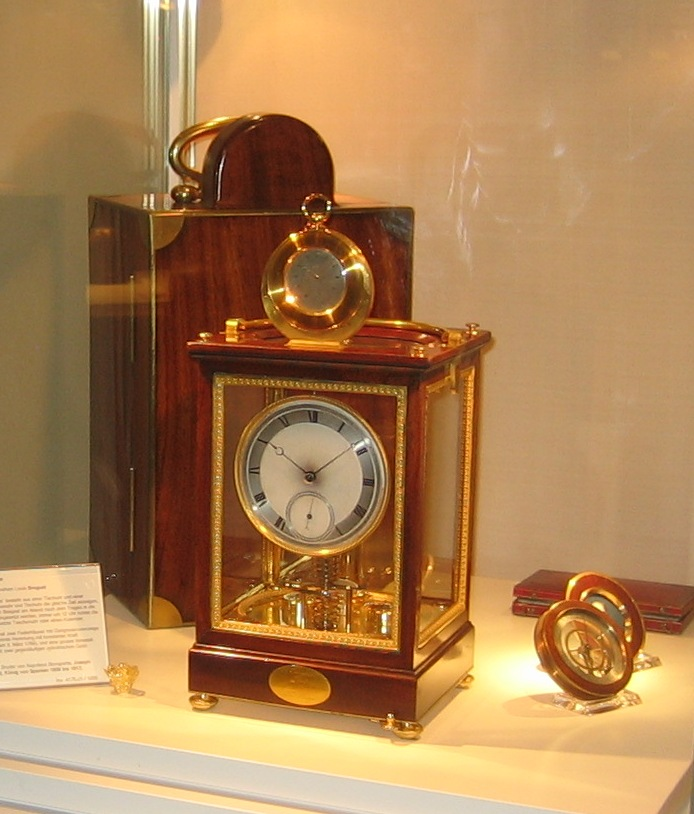
الساعة والعلبة من تصميم أبراهام لويس بريجيت

1. 1 2  L'ancêtre des Expositions universelles.
2. ↑  Colmont 1855، صفحة 4.
3. 1 2 3 4 5  Chandler 1990a.
4. ↑  Colmont 1855، صفحة 7.
5. 1 2 3  Colmont 1855، صفحة 8.
6. ↑  Douyere-Demeulenaere 2005، صفحة 2.